# Маунт Јунион (Ајова)
Маунт Јунион (енгл. Mount Union) град је у америчкој савезној држави Ајова. По попису становништва из 2010. у њему је живело 107 становника.

## Демографија
Према попису становништва из 2010. у граду је живело 107 становника, што је -25 (-18.9%) становника више него 2000. године.
| Група             | 2000.       | 2010.       |
| Белци             | 128 (97,0%) | 103 (96,3%) |
| Афроамериканци    | 0 (0,0%)    | 0 (0,0%)    |
| Азијати           | 0 (0,0%)    | 0 (0,0%)    |
| Хиспаноамериканци | 0 (0,0%)    | 4 (3,7%)    |
| Укупно            | 132         | 107         |